# Camp d'Argyle Street
Le camp d'Argyle Street (北角戰俘營, Argyle Street Camp) est un camp de prisonniers de guerre de l'armée impériale japonaise présent à Hong Kong dans la zone de Kowloon durant la Seconde Guerre mondiale et qui est principalement utilisé pour détenir des prisonniers officiers.

## Seconde Guerre mondiale
Il est construit par le gouvernement de Hong Kong comme camp de réfugiés avant la guerre tout comme le camp de North Point et le camp de Ma Tau Chung. Il est transformé en camp de prisonniers de guerre peu après la capture de Kowloon et des Nouveaux Territoires par les Japonais durant la bataille de Hong Kong.
En janvier 1942, il est vidé, les prisonniers de guerre étant transférés vers les camps de Sham Shui Po, North Point et Ma Tau Chung. Cependant, après un certain nombre d'évasions de prisonnier de guerre officiers et d'autres grades de Sham Shui Po, Argyle Street est rouvert au milieu de 1942 en tant que camp d'officiers. En 1944, les prisonniers sont déplacés au camp N de Sham Shui Po, et les détenus indiens du camp de Ma Tau Chung sont relocalisés à Aryle Street.

## Après la Seconde Guerre mondiale
Après la capitulation japonaise, le camp d'Argyle Street devient un centre pour les personnes déplacées retournant à Hong Kong. Plus tard encore, c'est un camp pour les réfugiés arrivant à Hong Kong depuis d'autres régions d'Asie du Sud-Est. Le camp commence à accueillir des réfugiés vietnamiens (en) en juin 1979, avec une capacité prévue de 20 000 personnes.
Aujourd'hui, il n'y a aucun mémorial d'aucune sorte sur le site du camp, qui se trouve juste au sud de l'hôpital de Sainte-Thérèse.